# Gundars Bojārs
Gundars Bojārs (ur. 24 lutego 1967) – łotewski polityk, przedsiębiorca i samorządowiec, w latach 2001–2005 burmistrz Rygi. 

## Życiorys
Jest synem wieloletniego przewodniczącego LSDSP Jurisa Bojārsa. W 1992 ukończył studia z zakresu międzynarodowych stosunków gospodarczych w Instytucie Stosunków Międzynarodowych Uniwersytetu Łotewskiego. Sprawował mandat radnego Lipawy z ramienia LSDSP. W 1998 został wybrany posłem na Sejm z listy socjaldemokratów (do 2002). Zasiadał w Zgromadzeniu Parlamentarnym Rady Europy. W 2001 został radnym Rygi oraz przewodniczącym Rady Miejskiej (burmistrzem). W 2005 odnowił mandat radnego stolicy, jednak nie uzyskał reelekcji na stanowisko burmistrza. W tym samym roku objął obowiązki sekretarza generalnego LSDSP. W styczniu 2007 znalazł się w szeregach Pierwszej Partii Łotwy.